# Tara Maclay
Tara Maclay est un personnage fictif de la série télévisée Buffy contre les vampires, incarné par Amber Benson durant trois saisons. Son rôle est celui d'une sorcière qui devient la petite amie de Willow et intègre ainsi le cercle d'amis de Buffy Summers. Elle n'apparaît qu'au générique de l'épisode Rouge passion.

## Biographie fictive

### Saison 4
Le personnage de Tara Maclay fait sa première apparition lors de la saison 4 de Buffy contre les vampires, dans l'épisode Un silence de mort. Tara est membre du groupe de Wicca que Willow (Alyson Hannigan) cherche à rejoindre et ne semble pas convaincue de l'inexistence de la magie, mais est trop timide pour prendre la parole. Lorsque tout Sunnydale est privé de parole à cause des Gentlemen, elle fait des recherches et s'apprête à aller prévenir Willow lorsqu'elle se fait attaquer. Elles se retrouvent enfermées et, pour tenter d'échapper aux Gentlemen, Willow tente de bouger un distributeur de soda par télékinésie afin de bloquer la porte. Comprenant son intention, Tara présente sa main à Willow pour unir leurs pouvoirs. Elles se comprennent en un regard. Lorsque Willow prend sa main, elles déplacent ensemble le distributeur « comme un boulet de canon ».
Dans l'épisode Une revenante, partie 2, où Willow présente officiellement Tara à Buffy (Sarah Michelle Gellar), Tara détecte que ce n'est pas elle mais en réalité Faith (Eliza Dushku) dans le corps de Buffy à cause d'anormalités dans l'aura de cette dernière. Au fur et à mesure que la saison avance, les liens entre les deux jeunes femmes sont de plus en plus forts jusqu'à ce que, lors de l'épisode Un amour de pleine lune, Tara soit confrontée au retour de Oz et que Willow affiche au grand jour ses sentiments pour elle, annonçant au passage sa bisexualité à Buffy. Leur relation amoureuse débute alors officiellement. Dans Cauchemar, Tara apparaît dans les rêves de Willow, Alex et Buffy. Dans ce dernier, elle incarne une sorte de guide spirituel.

### Saison 5
Lors de cette saison, Tara entretient toujours sa relation amoureuse avec Willow. L'épisode les Liens du sang est centrée autour de son personnage. Dans cet épisode, son père et son frère tentent de la ramener chez eux, prétendant que toutes les femmes de leur famille sont d'ascendance démoniaque et condamnées à devenir maléfiques à l'occasion de leur vingtième anniversaire. Il s'avère en fait que c'est juste un moyen pour eux de la contrôler mais tout le Scooby-gang défend Tara ce qui la pousse à rompre les liens avec sa famille et à être définitivement intégrée au groupe. En effet, Buffy déclare que le Scooby-gang est désormais sa famille. 
Dans l'épisode Orphelines, Tara tente de soutenir sa petite amie face à la perte de Joyce Summers, la mère de Buffy et Dawn. Durant cette scène, elle demande à Willow d'être « forte comme une amazone » et finit par lui donner du courage en l'embrassant. On apprend également que Tara a vécu l'épreuve de la mort de sa mère à l'âge de 17 ans.
Par la suite, dans l'épisode Magie noire, Willow et Tara ont leur première dispute de couple, notamment à cause de la magie. Tara a encore du mal à exprimer clairement ses sentiments et dit qu'elle trouve effrayant les pouvoirs de sa petite amie. Willow fuit la dispute et se rend à la boutique de magie, tandis que Tara se rend à une fête multi-culturelle. Gloria lui « absorbe » alors le cerveau, après avoir essayé par quelques tortures de lui faire révéler l'identité de la clé, ce qui rend Tara à la fois amnésique et folle. Une fois devenue folle, Tara révèle sans s'en rendre compte l'identité de la clé à Gloria, ce qui met Dawn en danger. Durant l'épisode final de cette saison, L'Apocalypse, Willow, par l'intermédiaire d'un sort, rend la raison à Tara et affaiblit du même coup Gloria.

### Saison 6

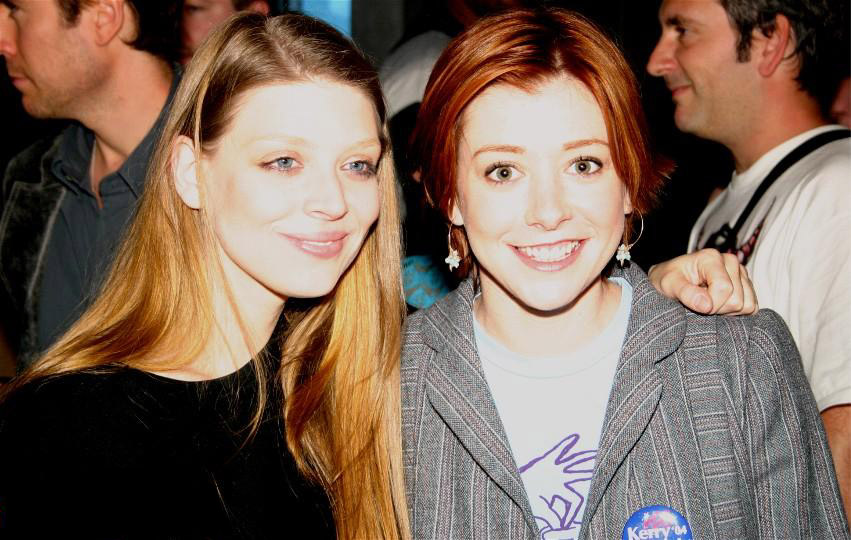
Avec Alyson Hannigan, en octobre 2004.

Au début de cette saison, Willow est convaincue de pouvoir ramener Buffy à la vie. Tara l'aide, tout comme Alex et Anya, espérant ainsi revoir son amie. Néanmoins, une fois cette action accomplie, dans Chaos, Tara remarque que Willow devient peu à peu accro à la magie. Lors d'une dispute dans l'épisode Baiser mortel sur ce sujet, Willow finit par effacer la mémoire de sa petite amie. Lors de l'épisode suivant, Que le spectacle commence, qui est un épisode musical, Tara chante alors son amour pour Willow, aveuglée par le sort. Dawn lui rend cependant la vue en parlant de leur dispute et la sorcière comprend qu'elle a été envoûtée. Elle exprime alors à la fois son désir et sa peur de partir dans une chanson avec Giles. Finalement, Tara choisit de parler avec Willow de ce sort qu'elle a lancé et pour la retenir, Willow promet de ne pas se servir de magie pendant une semaine. Mais, dans ce même épisode, Tabula rasa, Willow tente une nouvelle fois d'effacer la mémoire de Tara, mais aussi celle de Buffy, en dépression depuis sa résurrection. Cela rend tout le Scooby-gang amnésique. À la fin de l'épisode, chacun retrouve ses souvenirs et Tara comprend que Willow lui a menti et a utilisé la magie. Elle décide de rompre, ce qui affecte profondément Willow qui s'enfonce un peu plus dans sa dépendance, mais également Dawn.
En effet, Dawn considérait Tara comme une mère de substitution. C'est elle qui lui apportait la douceur et le réconfort dont elle avait parfois besoin. Tout au long du reste de la saison, Tara reste donc en retrait, mais continue de s'occuper de Dawn de temps en temps. Lorsque Buffy lui demande de l'aide pour savoir si elle est revenue maléfique d'entre les morts, elle n'hésite pas et ce contact permanent avec le Scooby-gang lui permet de voir peu à peu le rétablissement de Willow, qui a décidé d'arrêter la magie après avoir pris conscience de ses erreurs dans l'épisode Dépendance. 
Petit à petit, les deux sorcières se rapprochent à nouveau et Tara, énervée par la lenteur des événements, décide de prendre les choses en main en demandant à Willow de reprendre leur relation comme avant, lors de l'épisode Entropie. Elles vivent leurs retrouvailles et leur amour passionnel dans Rouge passion, l'épisode qui suit. Mais à la fin de celui-ci, Warren tente de tuer Buffy avec une arme à feu. Une balle perdue se loge dans le dos de Tara, qui en meurt presque sur le coup, ayant juste le temps d'apercevoir son propre sang sur le chemisier de Willow. Cette dernière tente d'invoquer la magie pour la ressusciter, mais la mort de Tara étant une mort naturelle et non effectuée par la magie, cette résurrection est impossible.
Willow, ayant alors repris la magie, décide de venger sa petite amie et devient surpuissante, allant jusqu'à tuer Warren (dans Les Foudres de la vengeance) et tenter de provoquer la fin du monde (dans Toute la peine du monde). Le corps de Tara est aperçu une dernière fois dans la chambre de Willow lors de l'épisode Les Foudres de la vengeance. Il est d'abord découvert par Dawn, qui s'effondre en larmes dans un coin de la chambre, puis par Buffy et enfin par Alex. Il finit par être emmené à la morgue par un médecin légiste.

### Saison 7
Malgré sa mort, Tara est encore évoquée durant la saison 7, notamment à deux grandes occasions. Tout d'abord, quand Willow se fait manipuler par la Force, le grand méchant de la saison, qui prend l'apparence de Cassie, une élève du lycée morte quelques épisodes plus tôt. Cette rencontre se produit dans Connivences et Cassie fait croire à Willow qu'elle est en contact avec Tara mais que celle-ci n'a pu venir à cause du meurtre commis par Willow (lorsque celle-ci dépeçait Warren dans les foudres de la vengeance saison 6 épisode 20). Cassie se montre convaincante en parlant notamment de la chanson de Tara à Willow dans Que le spectacle commence mais aussi en faisant référence aux amazones de l'épisode Orphelines. Lorsque Cassie/la Force dit à Willow de se suicider pour rejoindre enfin Tara qui l'attend, la sorcière comprend la supercherie et démasque la Force.
Amber Benson devait initialement reprendre son rôle pour parler à Willow dans l'épisode Connivences. Néanmoins, l'actrice n'a pas souhaité reprendre son rôle pour éviter que son personnage ne soit perçu comme maléfique par les fans. Le choix s'est alors porté sur le personnage de Cassie Newton.
Par la suite, dans Duel, Willow culpabilise de refaire sa vie avec une tueuse potentielle, Kennedy. Dès lors, elle prend involontairement l'apparence de Warren. Cherchant à tout prix un remède à cette métamorphose gênante, elle finit par s'effondrer en larmes dans le jardin de Buffy, d'où Warren avait tiré. Elle s'excuse auprès de Tara et c'est un baiser de Kennedy qui lui rend définitivement son apparence.

### Comics
Les comics Buffy contre les vampires développent les saisons huit et neuf de la série, en reprenant et développant la mythologie de Joss Whedon. De nombreux personnages de la série télévisée sont devenus réguliers ou permanents et des personnages morts ont été annoncés. Néanmoins, le personnage de Tara n'a pas rejoint l'intrigue de cette huitième saison et aucun des scénaristes n'a annoncé sa présence.
Tara est évoquée lors de l'épisode Anywhere but Here par Willow. La sorcière ressent encore de la culpabilité pour ce qui est arrivé à sa petite amie. Willow considère en effet que Tara est morte parce qu'elle-même a choisi de la mettre en danger en ressuscitant Buffy au début de la saison 6. Willow s'en veut et dit même à Buffy qu'elles auraient pu déménager et élever Dawn si elle n'avait pas préféré ressusciter sa meilleure amie.

## Caractérisation
Le personnage de Tara se distingue notamment par le choix de l'actrice qui l'interprète : Amber Benson est une actrice plus ronde que les autres membres de la série, telles qu'Alyson Hannigan ou Sarah Michelle Gellar. Son physique, beaucoup plus proche des normes « réelles » que de celles d'Hollywood, a été encensé car il représente une image du corps des femmes beaucoup plus réaliste. Le personnage ne devait initialement apparaître que dans une poignée d'épisodes mais l'alchimie entre Amber Benson et Alyson Hannigan était tellement remarquable que Joss Whedon a modifié l'arc narratif afin que leurs deux personnages tombent amoureuses. Néanmoins, en raison des règles strictes imposées par les producteurs, les sentiments grandissants entre Willow et Tara ont d'abord été symbolisés par des métaphores ayant trait à la magie.
Le personnage de Tara, plutôt effacé et en retrait par rapport à Willow jusqu'alors, s'affirme dans la 6e saison tout en conservant toujours son rôle de soutien pour le groupe. Lorna Jowett estime que c'est l'un des rares personnages de la série à n'avoir jamais été séduite par le mal. Elle est la conscience morale du groupe et prend la place occupée auparavant par Joyce par son attitude maternelle.
Tara est un personnage purement féminin, que ce soit dans ses vêtements, dans ses relations (avec sa mère, le groupe d'apprenties wicca, Willow, Buffy et Dawn) ou ses identités, à la fois lesbienne et sorcière. Son prénom est semblable au mot latin terra, symbolisant pour Rhonda Wilcox le fait qu'elle garde les pieds sur terre et que son corps est le plus représentatif de celui des femmes, en rapport avec Gaïa. Ses vêtements suggèrent une recherche du confort plutôt qu'une stimulation sexuelle et son comportement est toujours en rapport avec la recherche du bien-être des autres, même quand elle s'oppose à eux. Ses derniers mots, un commentaire sur la chemise de Willow qui est tachée, reflètent cette préoccupation. La mort de Tara est rendue encore plus poignante par sa cause naturelle, représentant la « fragilité du corps ».